# Lusajny
Lusajny (niem. Luzeinen) – wieś w Polsce położona w województwie warmińsko-mazurskim, w powiecie ostródzkim, w gminie Łukta przy drodze wojewódzkiej nr 530. W latach 1975–1998 miejscowość należała administracyjnie do województwa olsztyńskiego. Miejscowość leży w historycznym regionie Prus Górnych.
Nazwa wsi ma staropruskie pochodzenie, od słów luisis – ryś (najprawdopodobniej imię lub przydomek) i kaym - dwór, zagroda.

## Historia
Była to wieś pruska, zniszczona w czasie wojen polsko-krzyżackich i na początku w XV wieku była całkowicie wyludniona. Ponownie lokowana w 1433 r. Składała się z dwóch pruskich dóbr lennych: jedno miało 4 włók, drugie dwie włóki.
W 1974 r. do sołectwa Kojdy (gmina Łukta) należały miejscowości: Kojdy (wieś), Lusajny (wieś), Zajączkowo (PGR).